# Huangdi yinfu jing
Huangdi yinfu jing (chinesisch 黃帝陰符經; engl. The Yellow Emperor’s Scripture of Hidden Contracts) ist ein daoistischer Text der Inneren Alchemie (neidan). Ein Kommentar stammt von dem Quanzhen-Daoisten Liu Chuxuan 劉處玄 (1147–1203).